# Путні (Вермонт)
Путні (англ. Putney) — місто (англ. town) в США, в окрузі Віндем штату Вермонт. Населення — 2617 осіб (2020).

## Демографія
Згідно з переписом 2010 року, у місті мешкали 2702 особи в 1001 домогосподарстві у складі 571 родини. Було 1146 помешкань
Расовий склад населення:
| - 95,0 % — білих - 1,5 % — чорних або афроамериканців - 0,6 % — азіатів - 0,1 % — вихідців з тихоокеанських островів - 0,1 % — корінних американців |

До двох чи більше рас належало 2,0 %. Частка іспаномовних становила 2,8 % від усіх жителів.
За віковим діапазоном населення розподілялося таким чином: 16,2 % — особи молодші 18 років, 71,1 % — особи у віці 18—64 років, 12,7 % — особи у віці 65 років та старші. Медіана віку мешканця становила 39,1 року. На 100 осіб жіночої статі у місті припадало 113,9 чоловіків;  на 100 жінок у віці від 18 років та старших — 116,5 чоловіків також старших 18 років.
Середній дохід на одне домашнє господарство  становив 66 771 долар США (медіана — 49 506), а середній дохід на одну сім'ю — 89 791 долар (медіана — 73 036). Медіана доходів становила 45 515 доларів для чоловіків та 37 137 доларів для жінок. За межею бідності перебувало 13,0 % осіб, у тому числі 17,4 % дітей у віці до 18 років та 9,2 % осіб у віці 65 років та старших.
Цивільне працевлаштоване населення становило 1299 осіб. Основні галузі зайнятості: освіта, охорона здоров'я та соціальна допомога — 32,1 %, науковці, спеціалісти, менеджери — 11,0 %, роздрібна торгівля — 9,2 %.